# Stenaelurillus giovae
Stenaelurillus giovae là một loài nhện trong họ Salticidae.
Loài này thuộc chi Stenaelurillus. Stenaelurillus giovae được Lodovico di Caporiacco miêu tả năm 1936.